# Evaristo Lucidi
Evaristo Kardinal Lucidi (* 4. Oktober 1866 in Montefranco, Provinz Terni, Italien; † 31. März 1929 in Rom) war ein Kurienkardinal der römisch-katholischen Kirche.

## Leben
Evaristo Lucidi studierte in Rom die Fächer Katholische Theologie und Philosophie. Nach seiner Priesterweihe nahm er verschiedene Aufgaben in der Diözese Rom wahr. Mehr als zwanzig Jahre leitete er als Direktor das Institut San Girolamo degli Schiavoni. Ab 1904 arbeitete er als Sekretär der Kommission für die Überarbeitung der Provinzräte. 1908 wurde er Pro-Sekretär der Finanzabteilung der Congregatio de Propaganda Fide. 1916 ernannte ihn Papst Benedikt XV. zum Sekretär des Obersten Gerichtshofs der Apostolischen Signatur. Papst Pius XI. nahm ihn 1923 als Kardinaldiakon mit der Titeldiakonie Sant’Adriano al Foro in das Kardinalskollegium auf.
Evaristo Lucidi starb am 31. März 1929 in Rom und wurde zunächst auf dem Friedhof Campo Verano bestattet. Im Juni 1929 wurden seine sterblichen Überreste in seinen Geburtsort überführt und in der dortigen Pfarrkirche beigesetzt.